# Józef Zabłocki
Józef Zabłocki herbu Łada – podczaszy poznański w latach 1792-1793, podstoli poznański w latach 1791-1792, cześnik poznański w latach 1784-1791, konsyliarz województwa poznańskiego w konfederacji targowickiej 1792 roku.